# 트뤼그베 슬락스볼 베둠

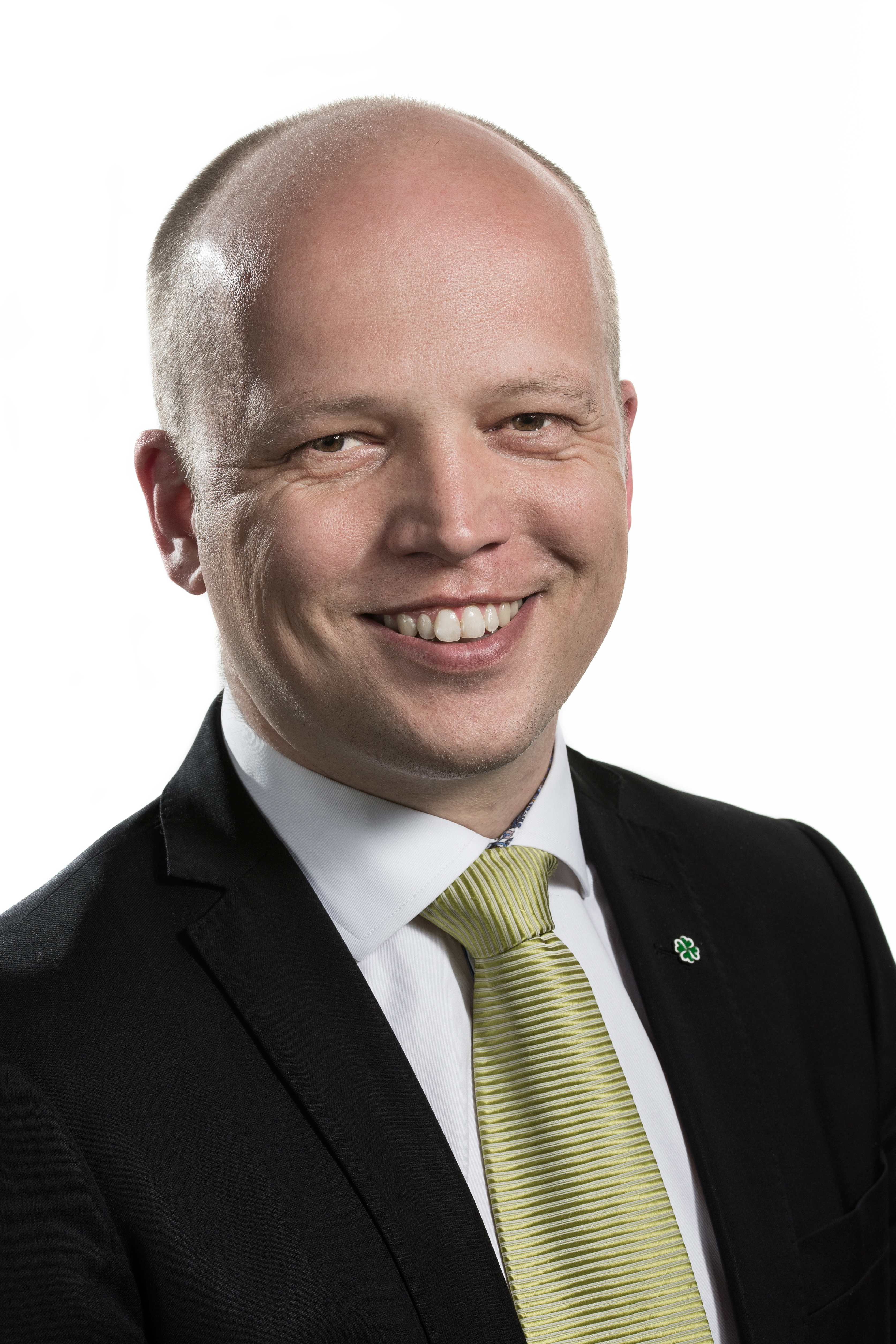
트뤼그베 슬락스볼 베둠

트뤼그베 망누스 슬락스볼 베둠(노르웨이어: Trygve Magnus Slagsvold Vedum, 1978년 12월 1일~)은 노르웨이의 정치인으로 소속 정당은 중앙당이다. 그는 36세가 되기도 전에 국회의원, 장관, 당대표직에 선출된 경력을 갖고 있다.
2012년 6월 18일부터 2013년 10월 16일까지 옌스 스톨텐베르그 총리 하에서 농림식품부 장관을 역임했다. 내각이 붕괴된 이후에 해당 직을 잃었으나, 이후 국회 재무경제부 상임의원회 위원으로 선출되었다.